# Cougars de Saint-Ouen-l'Aumône 2022
Questa voce raccoglie le informazioni riguardanti i Cougars de Saint-Ouen-l'Aumône nelle competizioni ufficiali della stagione 2022.

## Division Élite 2022

### Stagione regolare
| 13 febbraio 2022, ore 14:00 1ª giornata | Vikings de Villeneuve-d'Ascq | 0 – 42 (0-7 0-14 0-7 0-14) referto referto 2 | Cougars de Saint-Ouen-l'Aumône |  |

| 20 febbraio 2022, ore 14:00 2ª giornata | Cougars de Saint-Ouen-l'Aumône | 27 – 28 (7-9 14-9 0-10 6-0) referto referto 2 | Black Panthers de Thonon |  |

| 6 marzo 2022, ore 14:00 3ª giornata | Cougars de Saint-Ouen-l'Aumône | 27 – 16 (13-0 14-0 0-0 0-16) referto referto 2 | Molosses d'Asnières |  |

| 19 marzo 2022, ore 19:00 4ª giornata | Flash de La Courneuve | 44 – 20 (16-0 7-14 21-0 0-6) referto referto 2 | Cougars de Saint-Ouen-l'Aumône |  |

| 27 marzo 2022, ore 14:00 5ª giornata | Cougars de Saint-Ouen-l'Aumône | 45 – 7 (0-7 24-0 21-0 0-0) referto referto 2 | Spartiates d'Amiens |  |

| 9 aprile 2022, ore 19:00 6ª giornata | Black Panthers de Thonon | 35 – 14 (7-7 21-0 7-0 0-7) referto referto 2 | Cougars de Saint-Ouen-l'Aumône |  |

| 23 aprile 2022, ore 19:00 7ª giornata | Spartiates d'Amiens | 14 – 42 (0-7 0-14 7-14 7-7) referto referto 2 | Cougars de Saint-Ouen-l'Aumône |  |

| 8 maggio 2022, ore 14:00 8ª giornata | Cougars de Saint-Ouen-l'Aumône | 21 – 41 (0-14 14-14 0-6 7-7) referto referto 2 | Flash de La Courneuve |  |

| 21 maggio 2022, ore 21:00 9ª giornata | Molosses d'Asnières | 35 – 6 (7-0 7-0 14-6 7-0) referto | Cougars de Saint-Ouen-l'Aumône |  |

| 5 giugno 2022, ore 14:00 10ª giornata | Cougars de Saint-Ouen-l'Aumône | 48 – 7 (14-0 21-0 13-0 0-7) referto referto 2 | Vikings de Villeneuve-d'Ascq |  |

### Playoff
| 19 giugno 2022, ore 13:00 Wild Card | Grizzlys Catalans | 34 – 35 (7-6 6-7 15-15 6-7) referto referto 2 | Cougars de Saint-Ouen-l'Aumône |  |

| 25 giugno 2022, ore 19:00 Semifinale | Flash de La Courneuve | 34 – 2 (7-0 13-0 14-0 0-2) referto referto 2 | Cougars de Saint-Ouen-l'Aumône |  |

## Statistiche di squadra
| Competizione      | %Vittorie | In casa | In casa | In casa | In casa | In casa | In casa | In trasferta | In trasferta | In trasferta | In trasferta | In trasferta | In trasferta | Totale | Totale | Totale | Totale | Totale | Totale |
| Competizione      | %Vittorie | G       | V       | N       | P       | Pf      | Ps      | G            | V            | N            | P            | Pf           | Ps           | G      | V      | N      | P      | Pf     | Ps     |
| ----------------- | --------- | ------- | ------- | ------- | ------- | ------- | ------- | ------------ | ------------ | ------------ | ------------ | ------------ | ------------ | ------ | ------ | ------ | ------ | ------ | ------ |
| Stagione regolare | .500      | 5       | 3       | 0       | 2       | 168     | 99      | 5            | 2            | 0            | 3            | 124          | 128          | 10     | 5      | 0      | 5      | 292    | 227    |
| Playoff           | .500      | 0       | 0       | 0       | 0       | 0       | 0       | 2            | 1            | 0            | 1            | 37           | 68           | 2      | 1      | 0      | 1      | 37     | 68     |
| Totale            | .500      | 5       | 3       | 0       | 2       | 168     | 99      | 7            | 3            | 0            | 4            | 161          | 196          | 12     | 6      | 0      | 6      | 329    | 295    |

## Statistiche personali

### Passer rating
Mancano le statistiche della 9ª giornata.
La classifica tiene in considerazione soltanto i quarterback con almeno 10 lanci effettuati.
| Giocatore | G   | Att    | Comp   | Int | Yds      | TD   | NFL    | NCAA   |
| --------- | --- | ------ | ------ | --- | -------- | ---- | ------ | ------ |
| Hahn      | 9+2 | 253+72 | 147+40 | 6+6 | 2101+484 | 30+2 | 100,61 | 149,46 |
| Doigneaux | 6   | 16     | 6      | 1   | 59       | 0    | 22,66  | 55,98  |